# Xanthopan morganii
Xanthopan morganii is een vlinder uit de familie pijlstaarten (Sphingidae). De soort werd in 1856 door Francis Walker, de auteur van de naam, in het geslacht Macrosila geplaatst. De naam "morganii" nam hij over uit een niet gepubliceerd manuscript van Jean Baptiste Boisduval, en is een vernoeming van D.F. Morgan, die de soort in Sierra Leone verzamelde. In 1903 maakten Lionel Walter Rothschild en Karl Jordan de combinatie in het door hen tegelijk nieuw benoemde geslacht Xanthopan, waarvan deze soort de typesoort werd, en nu de enige soort is.

## Geschiedenis
Charles Darwin voltooide in 1862 een boek over planten van onder andere het Afrikaanse eiland Madagaskar en beschreef hierin een orchidee Angraecum sesquipedale, die een opmerkelijke, zweepvormige spoor met nectarieën had, met een lengte tot 35 centimeter. Er waren echter geen dieren bekend die een dusdanig lange tong hadden dat ze bij de nectar konden komen. Toch moest er wel een dier zijn dat dit kon, omdat de lange spoor anders geen functie zou hebben wat strijdig was met Darwins evolutietheorie. Pas in 1903 werd ontdekt dat dit gebeurde door de al in 1856 door Francis Walker als Macrosila morganii beschreven pijlstaart. Walter Rothschild en Karl Jordan benoemden de Malagassische populatie van de vlinder als een aparte ondersoort: praedicta, wat "voorspeld" betekent. Tegelijkertijd plaatsten ze de soort in het nieuw door hen benoemde geslacht Xanthopan. In de protoloog van de ondersoort verwijzen ze overigens niet naar Darwin maar naar een publicatie van diens collega Alfred Russel Wallace, uit 1891.
Inmiddels wordt verondersteld dat er vlinders moeten zijn met een tong die nóg langer is, aangezien er een orchidee is beschreven met een spoor van meer dan 40 centimeter: Angraecum longicalcar. Dit is dus ongeveer 10 cm langer dan de reikwijdte van de tong van Xanthopan morganii.

## Kenmerken
De kleur van de vlinder is bruin, met donkere markeringen op de voorvleugels en lichtere voorranden van de achtervleugels. De soort is met name bekend om zijn roltong of proboscis, die een lengte van ongeveer 30 centimeter kan bereiken. De spanwijdte bedraagt 10 tot 13 cm.

## Verspreiding en leefgebied
De soort komt voor op Madagaskar en in het westelijk deel van Afrika.

## De rups en zijn waardplanten
De waardplanten behoren tot de geslachten Annona en Uvaria.